# Pleșoi
Pleșoi è un comune della Romania di 1 406 abitanti, ubicato nel distretto di Dolj, nella regione storica dell'Oltenia.
Il comune è formato dall'unione di 4 villaggi: Cârstovani, Frasin, Milovan, Pleșoi.